# Mauerkammergrab von Börnecke

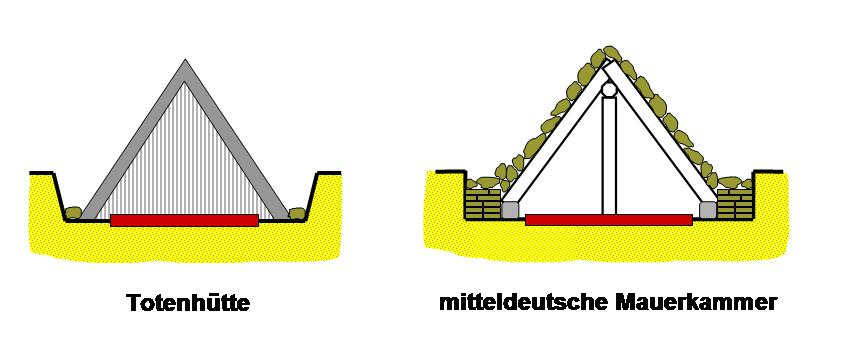
Totenhütte (Bohlenkammer) und Mauerkammergrab

Das Mauerkammergrab von Börnecke, einem Ortsteil der Stadt Blankenburg (Harz) im Landkreis Harz in Sachsen-Anhalt lag bei seiner 1935 erfolgten Untersuchung durch Otto Krone in einem bereits teilweise gestörten Grabhügel, im Schützenholz. 1938 und 1940/41 erfolgten Nachuntersuchungen durch Alfred Tode (1900–1996), die aber nicht publiziert wurden.
Südwestlich von Börnecke lag mit Resten einer Mauereinfassung mit Lehmbewurf und Holzkohle, ein großes Steinpflaster. Die Kammer könnte etwa 8,0 × 5,0 m gemessen haben. Zwei Skelette in situ, von insgesamt acht Hockern von Erwachsenen und Jugendlichen und eine gestreckte Bestattung waren noch nachweisbar, außerdem wirr durcheinanderliegende Knochen. Einige Skelette lagen in Gruben unter dem Pflasterniveau. Zwei der Schädel zeigen Trepanationen.
An Beigaben fanden sich ein Knochenpfriem, eine Kupferspirale, ein steinerner Spinnwirtel, zwei Feuersteinklingen und vier durchbohrte Hundezähne, Tierknochen sowie unverzierte dickwandige Scherben, Reste einer verzierten Trommel und zweier Tassen. Einige Scherben gehören der Alttiefstichkeramik an.
Im Hügel wurden einige Ammenslebener Scherben gefunden.
Eine unverzierte Tasse und die Tontrommel (Otto Krone 1935, S. 404 Abb. 3 + 5) lassen sich der Walternienburger Kultur zuordnen. Aufgrund von Architektur und Bestattungsweise sprach sich Hans-Jürgen-Beier hingegen dafür aus, die Grabanlage der Bernburger Kultur zuzuordnen. Ralf Busch, Friedrich Laux, Holger Schutkowski kamen bei einer späteren Auswertung des Fundmaterials allerdings zu dem Ergebnis, dass das Grab von der Salzmünder Kultur errichtet wurde und die Funde der Walternienburger und der Bernburger Kultur aus einer kurz hierauf folgenden zweiten Nutzungsphase stammen.
Die Scherben der Ammenslebener Gruppe dürften von einer Nachbestattung stammen. Die Aunjetitzer Nachbestattung (u. a. U. Fischer 1956, S. 270 und Waldemar Matthias 1968, S. 11) gehört nach Ralf Busch (1976, S. 26) zu einem anderen Hügelgrab in Börnecke. Fundberichte und Funde liegen im Landesmuseum Braunschweig.